# R-Shitei
Singles de Nanase Aikawa
Shock of Love
(2003) Ai no Uta: Magenta Rain
(2004)
R-Shitei est le 23e single de Nanase Aikawa, sorti sous le label Avex Trax le 27 novembre 2003 au Japon. Il atteint la 37e place du classement de l'Oricon et reste classé pendant 4 semaines pour un total de 8 000 exemplaires vendus. R-Shitei se trouve sur l'album 7 seven et sur la compilation Rock or Die.

## Liste des titres
| 1. | R-Shitei (R-指定)                                        |  |
| 2. | Tsuki ni Sasagu (月に捧ぐ)                               |  |
| 3. | Kasa ni Kakurete Kiss wo Shiyou (傘に隠れてキスをしよう) |  |

| 1. | R-Shitei (PV) (R-指定) |  |